# Спутњик 5
Спутњик 5 је совјетски сателит. Лансиран 19. августа 1960, у космос је понео два пса (Стрелку и Белку), 40 мишева, 2 пацова и биљке, а потом се вратио на Земљу. Циљ експеримента је био могућност живота живих бића у космосу и утицај живота у свемиру на жива бића. Сателит је био тежак 4.600 kg, и у космосу је провео само један дан.

## Позадина
Спутњик 5 је представљао други покушај да се са псима лансира Восток капсула. Први неуспешан покушај се догодио 29. јула, када је Р-7, возило које је служило за лансирање капсуле, доживело квар у деловима који треба да обезбеде потисак. Комора за сагоревање се распала током успињања и оба пса су погинула. Незгода се наводно догодила због лонгитудалних вибрација због којих се комора за сагоревање распала. Вибрације су биле одговорне за низ претходних проблема које је имало возило Р-7. Овај инцидент је изазвао велику полемику, јер се веровало да је проблем решен.

## Лансирање
Лансирање Спутњика 5 се догодило 19 августа 1960. Восток-л ракета је коришћена као носач сателита. Спутњик 5 се вратио на Земљу 20. августа. Телеметријом се утврдило да је један пас доживео нападе, током четвртог путовања кроз орбиту. Због тога је донета одлука да ће летелице са људском посадом за сада облетати само три орбите. 